# La Rochelle Band
La Rochelle Band ist eine österreichische Electro-Soul Band.

## Geschichte
La Rochelle Band wurde 2011 vom österreichischen Musikproduzenten Peter Cruseder gegründet. La Rochelle Band veröffentlichte 2012 das Debüt-Album Shake Late, das auf Kreuzers eigenem Label Peter Cruseder Records veröffentlicht wurde. Seit 2012 steht die Band bei Etage Noir Recordings unter Vertrag und veröffentlichte seither die EP Work That Body, die Single Burning In My Soul und die EP Good Time Tonight. 
Alle Songs wurden von Peter Cruseder komponiert und produziert – die Liveumsetzung erfolgt mit Kreuzer an den Electronics und am Keyboard, Schlagzeuger Florian Kasper und der Sängerin Ricarda Maria.

## Rezeption
Das Magazin The Red Bulletin schrieb in der Oktober-Ausgabe 2013: „Vor zwei Jahren gegründet ist die La Rochelle Band mittlerweile eine der heißesten Aktien im heimischen Musikbusiness, mit Live-Auftritten von London über Zypern bis zum Schwarzen Meer.“

## Diskografie
- Electro Swing Vol 5
- Electro Swing Vol 6
- Fit For Fun Vol 1
- Milano Fashion Vol 10
- Vienna Fashion Week Vol 1
- Life Radio 50/50 Mix Vol 1

### Remixes
Peter Cruseder remixte u. a. Tracks von Rea Garvey, Russkaja, Max Raabe, Wallis Bird, Lilja Bloom, Marla Blumenblatt und Deladap.

### Alben
- 2012: Shake Late
- 2015: Wonderland

### EPs
- 2012: Work That Body
- 2014: Good Time Tonight

### Singles
- 2013: Burning In My Soul
- 2015: Love me Too
- 2015: Rocket Man
- 2018: Brother
- 2019: Hunter
- 2020: Flashback

### Soundtracks
- 2012: Little Big Planet Trailer
- 2013: voestalpine Klangwolke (Parov Stelar/Peter Kreuzer)

## Auszeichnungen
2016 wurde La Rochelle Band für den Austrian Amadeus Award nominiert in der Kategorie „Songwriter des Jahres“.